# Joël Geissmann
Joël Geissmann (Hägglingen, 3 marzo 1993) è un ex calciatore svizzero, di ruolo centrocampista.

## Palmarès

### Club

#### Competizioni nazionali
- Challenge League: 1

Losanna: 2019-2020